# Aaron Hernandez
Aaron Hernandez (ur. 6 listopada 1989 w Bristolu w Connecticut, zm. 19 kwietnia 2017 w Leominster) – amerykański futbolista.

## Życiorys
Aaron Hernandez urodził się w 1989. Ukończył Central High School w Bristolu, gdzie grał w szkolnej drużynie futbolowej, a po dwóch latach występów dostał nagrodę Gatorade Football of the Year, dla najlepszego futbolisty ze szkół średnich w kraju. Następnie studiował na University of Florida, gdzie kontynuował karierę futbolową. W latach 2007–2009 występował w drużynie uniwersyteckiej Gators i otrzymał kolejną nagrodę John Mackey Award dla najlepszego futbolisty na pozycji tight end.
W 2010 został wybrany do gry w New England Patriots. W 2012 podpisał z tym klubem siedmioletni kontrakt wart 41 mln dolarów. W 2013 został oskarżony o zabójstwo futbolisty Odina Lloyda. 15 kwietnia 2015 został uznanym winnym morderstwa pierwszego stopnia i skazany na dożywocie bez możliwości warunkowego zwolnienia. 19 kwietnia 2017 popełnił samobójstwo, wieszając się w celi więziennej.
Po jego śmierci ujawniono, że był skrytym homo- lub biseksualistą. W przeszłości jego kochankiem był Dennis SanSoucie.